# 32213 Joshuachoe
32213 Joshuachoe è un asteroide della fascia principale. Scoperto nel 2000, presenta un'orbita caratterizzata da un semiasse maggiore pari a 2,8852761 UA e da un'eccentricità di 0,0338290, inclinata di 1,20310° rispetto all'eclittica.